# 96. ceremonia wręczenia Oscarów
96. ceremonia wręczenia Oscarów, nagród filmowych przyznawanych przez Amerykańską Akademię Sztuki i Wiedzy Filmowej, odbyła się 10 marca 2024 w Dolby Theatre w Los Angeles. Zostały podczas niej wręczone nagrody w 23 kategoriach, honorujące filmy z 2023 roku. Jej prowadzącym był Jimmy Kimmel, a transmisja na żywo odbyła się w stacji telewizyjnej ABC.
Nominacje zostały ogłoszone 23 stycznia 2024. Najwięcej otrzymały ich Oppenheimer (13), Biedne istoty (11) i Czas krwawego księżyca (10). Najbardziej uhonorowaną produkcją był Oppenheimer, który zdobył 7 nagród, w tym za najlepszy film.
Ceremonia odnotowała w Stanach Zjednoczonych średnią oglądalność na poziomie 19,49 miliona widzów, co było najwyższym wynikiem dla jakiejkolwiek gali wręczenia nagród od 2020.

## Laureaci i nominowani
Nominacje do 96. edycji Oscarów zostały ogłoszone 23 stycznia 2024 przez aktorów Zazie Beetz i Jacka Quaida podczas ceremonii w Samuel Goldwyn Theater w Beverly Hills, transmitowanej na żywo w mediach społecznościowych nagród i programie telewizyjnym Good Morning America. Poprzedziło ją ogłoszenie 21 grudnia 2023 skróconych list kandydatów do nominacji w 10 kategoriach.
Steven Spielberg otrzymał trzynastą w karierze nominację za najlepszy film, pobijając swój własny rekord największej liczby nominacji w tej kategorii. 81-letni Martin Scorsese, który po raz dziesiąty otrzymał nominację dla najlepszego reżysera, stał się najstarszym nominowanym w tej kategorii w historii i najczęściej nominowanym spośród żyjących reżyserów (więcej nominacji otrzymał tylko William Wyler). 91-letni John Williams otrzymał 54. nominację, pobijając własne rekordy najstarszego nominowanego i najczęściej nominowanego spośród żyjących osób (ustępując tylko Waltowi Disneyowi).
Spośród 20 nominowanych aktorów 10 zostało nominowanych po raz pierwszy w karierze. Lily Gladstone stała się w pierwszym historii przedstawicielem tubylczych Amerykanów nominowanym w kategorii aktorskiej. Scott George, autor nominowanej piosenki „Wahzhazhe (A Song for My People)”, był pierwszym Osedżem nominowanym do Oscara.
Po raz piąty z rzędu nominację w kategorii najlepszy film otrzymała co najmniej jedna produkcja reżyserowana przez kobietę. Justine Triet, reżyserka Anatomii upadku, była ósmą w historii kobietą nominowaną za najlepszą reżyserię. Sześć par w życiu prywatnym otrzymało wspólne nominacje: Greta Gerwig i Noah Baumbach za najlepszy scenariusz adaptowany, Margot Robbie i Tom Ackerley za najlepszy film, Christopher Nolan i Emma Thomas za najlepszy film, Arthur Harari i Justine Triet za najlepszy scenariusz oryginalny, Alex Mechanik i Samy Burch za najlepszy scenariusz oryginalny, a także Jared i Jerusha Hess za najlepszy krótkometrażowy film animowany.
Laureaci zostali ogłoszeni 10 marca 2024 podczas ceremonii w Dolby Theatre. Filmy nieanglojęzyczne zdobyły łącznie rekordową w historii Oscarów liczbę pięciu nagród (dwie dla Strefy interesów, a także po jednej dla Anatomii upadku, Chłopca i czapli oraz 20 dni w Mariupolu). Wielka Brytania po raz pierwszy triumfowała w kategorii najlepszy film międzynarodowy. Chłopiec i czapla, dozwolony od lat 13, był pierwszym w historii filmem z ograniczeniem wiekowym nagrodzonym w kategorii najlepszy pełnometrażowy film animowany. Billie Eilish i Finneas O’Connell zwyciężyli w kategorii najlepsza piosenka oryginalna po raz drugi (wcześniej uczynili to podczas 94. ceremonii), stając się dwiema najmłodszymi osobami w historii, które otrzymały drugiego Oscara (kolejno 22 i 26 lat).
| Najlepszy film | Najlepszy reżyser |
| --- | --- |

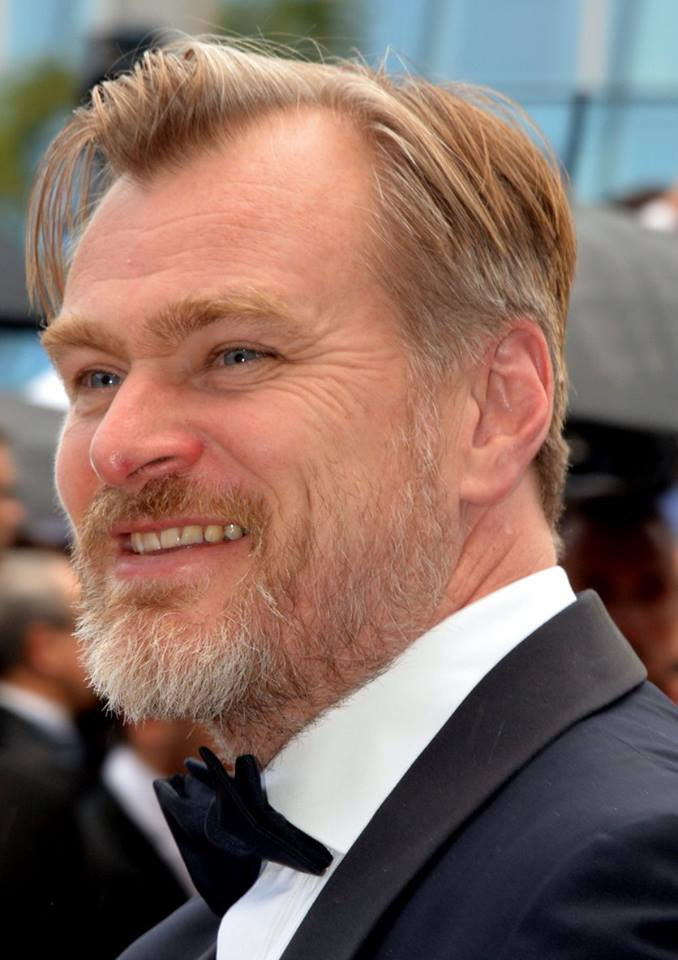
Christopher Nolan, laureat w kategoriach najlepszy film i nalepszy reżyser

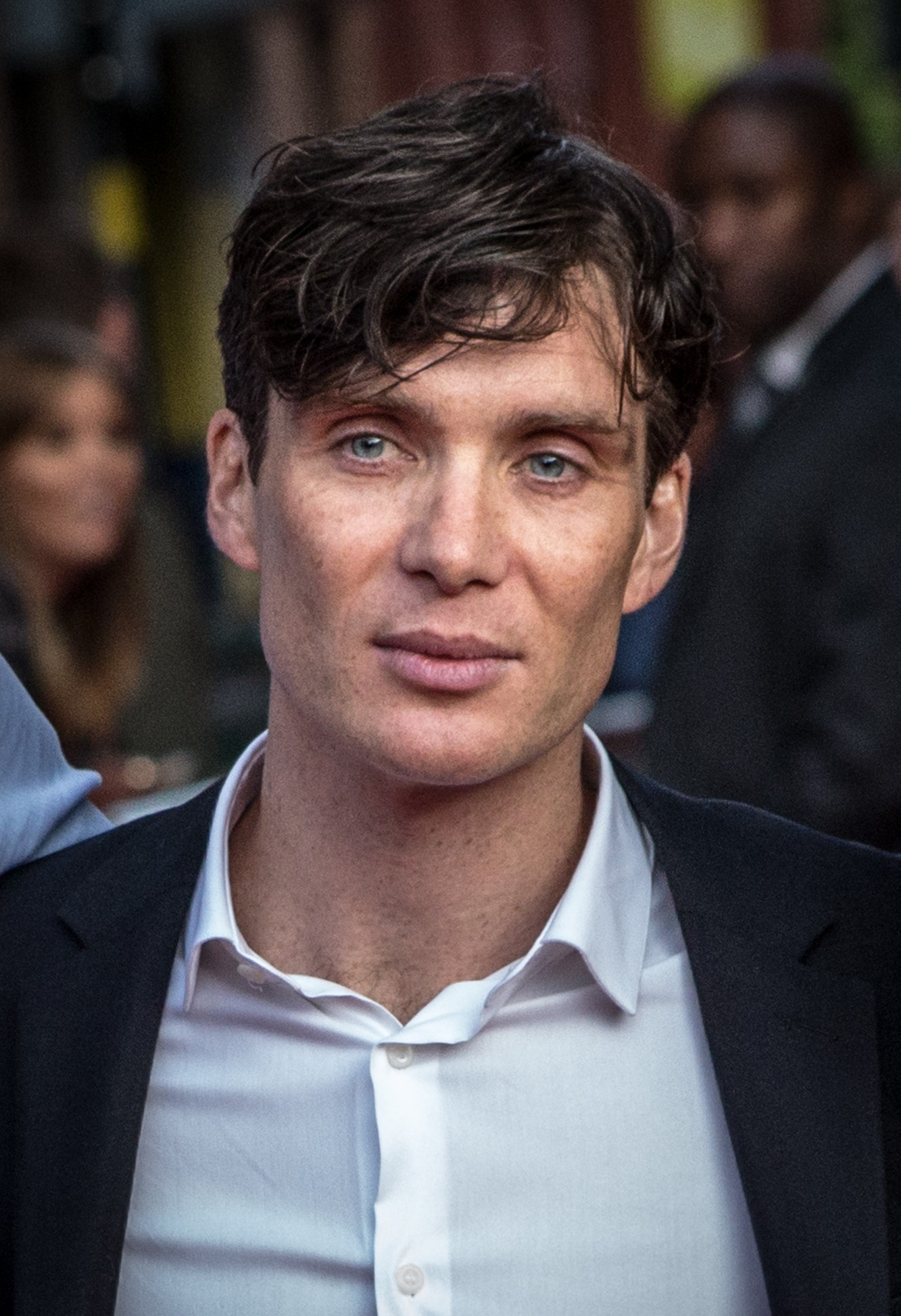
Cillian Murphy, laureat w kategorii najlepszy aktor pierwszoplanowy

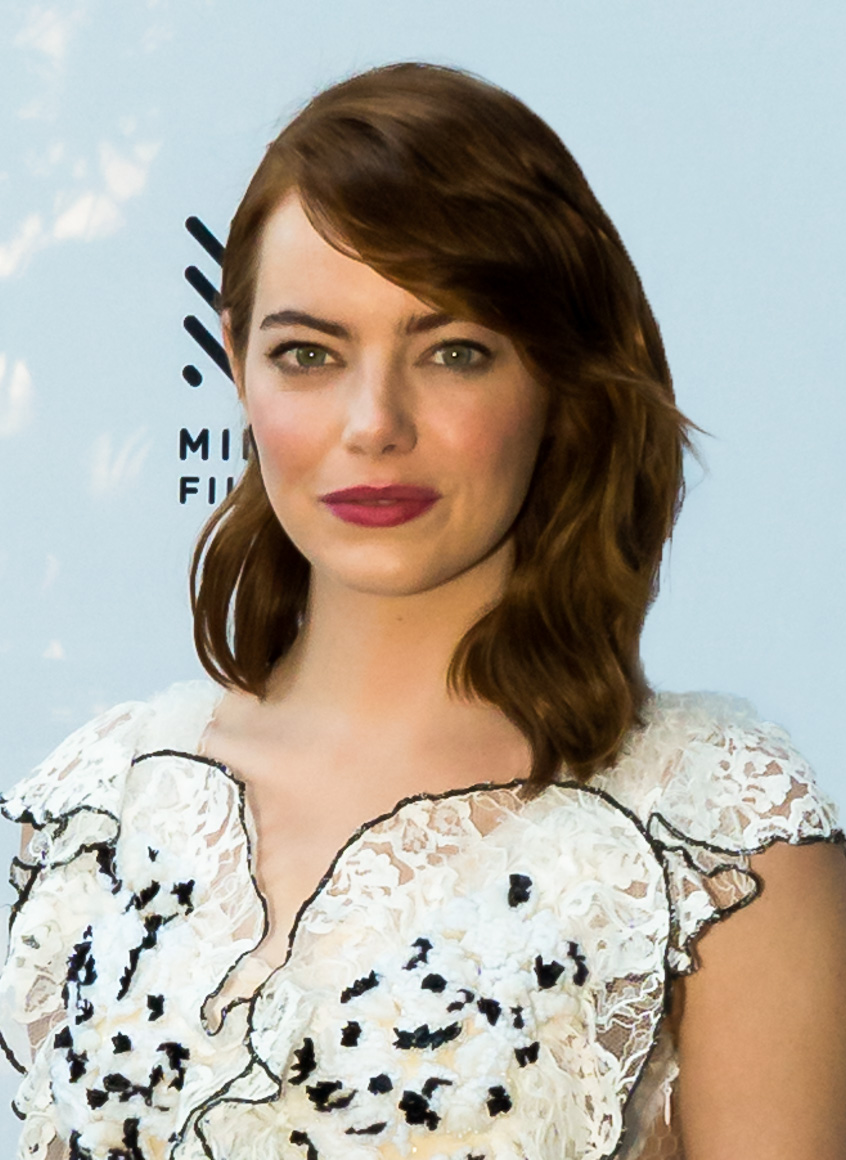
Emma Stone, laureatka w kategorii najlepsza aktorka pierwszoplanowa

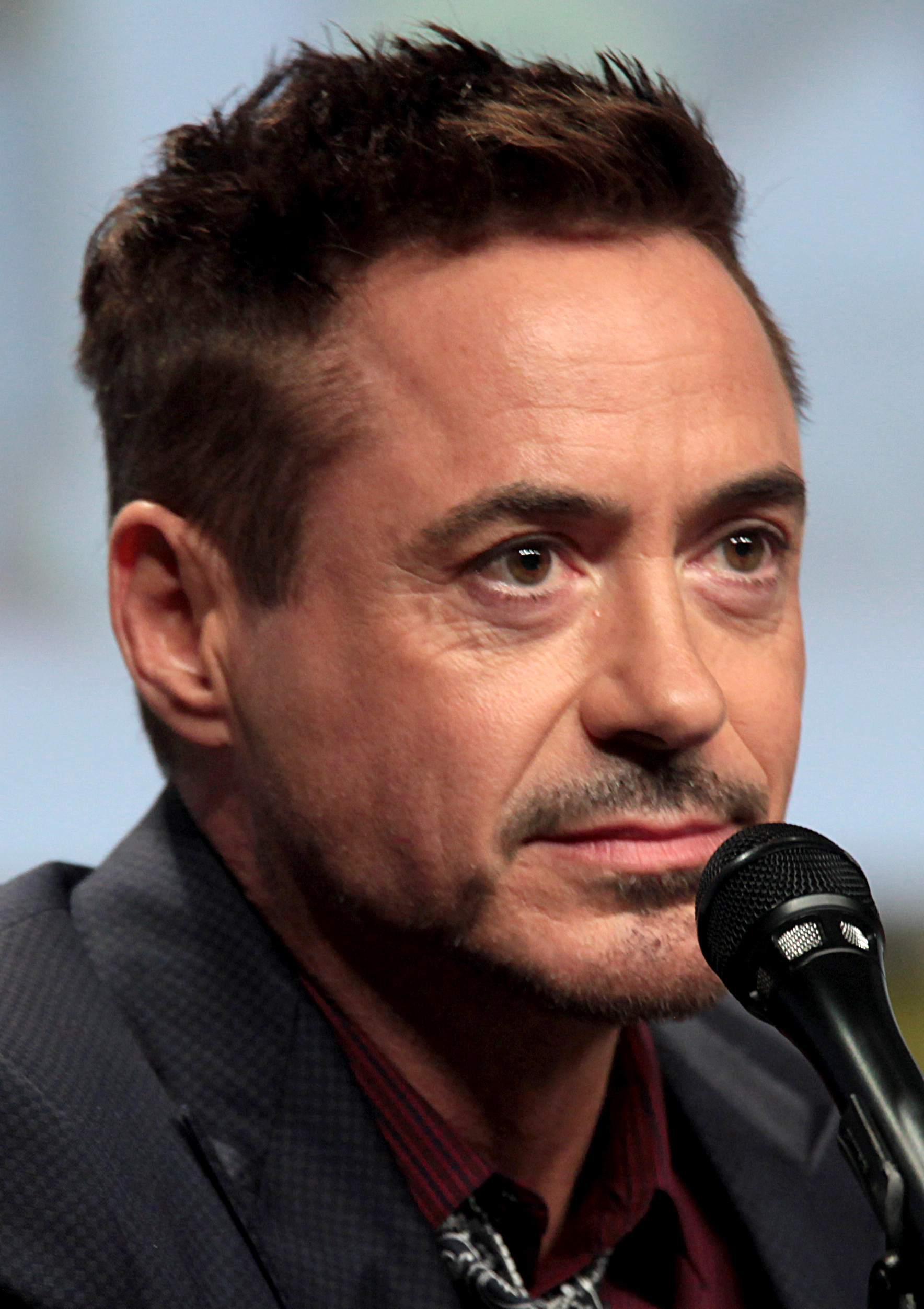
Robert Downey Jr., laureat w kategorii najlepszy aktor drugoplanowy

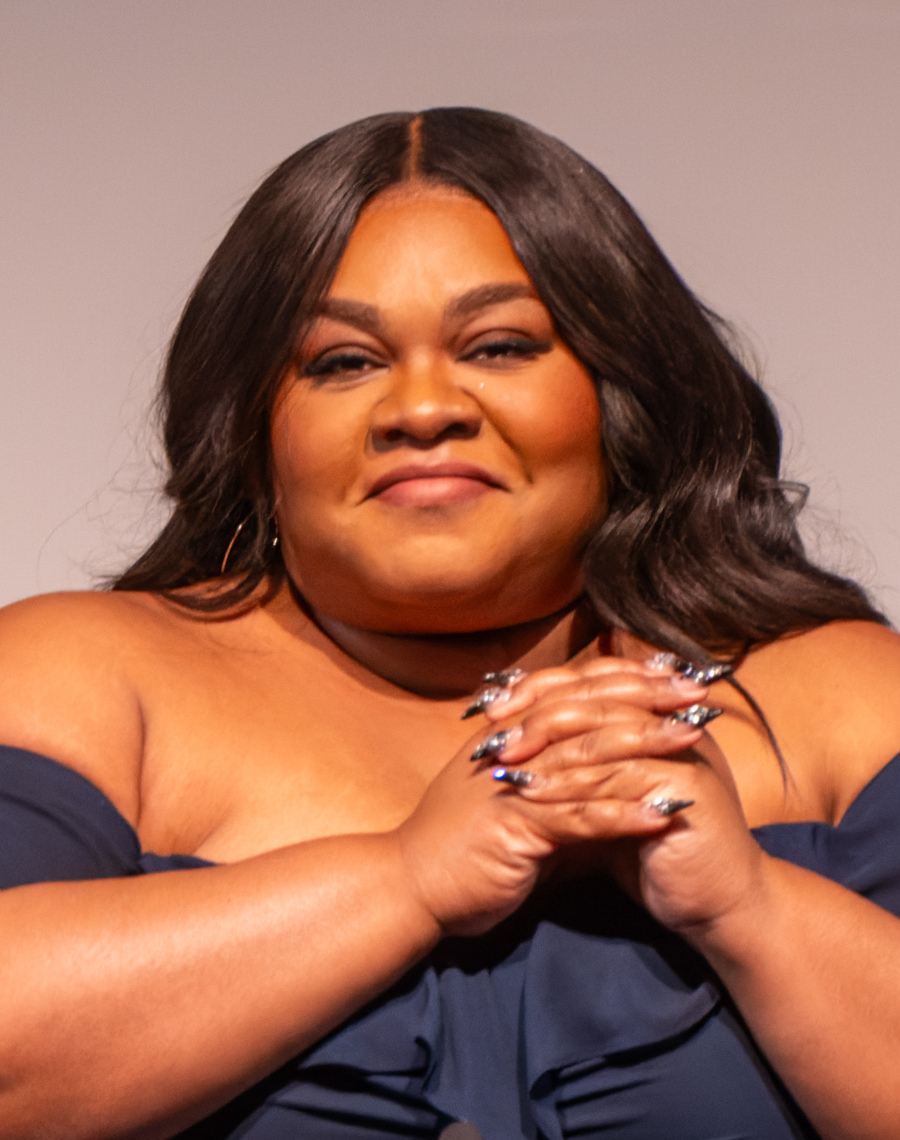
Da’Vine Joy Randolph, laureatka w kategorii najlepsza aktorka drugoplanowa

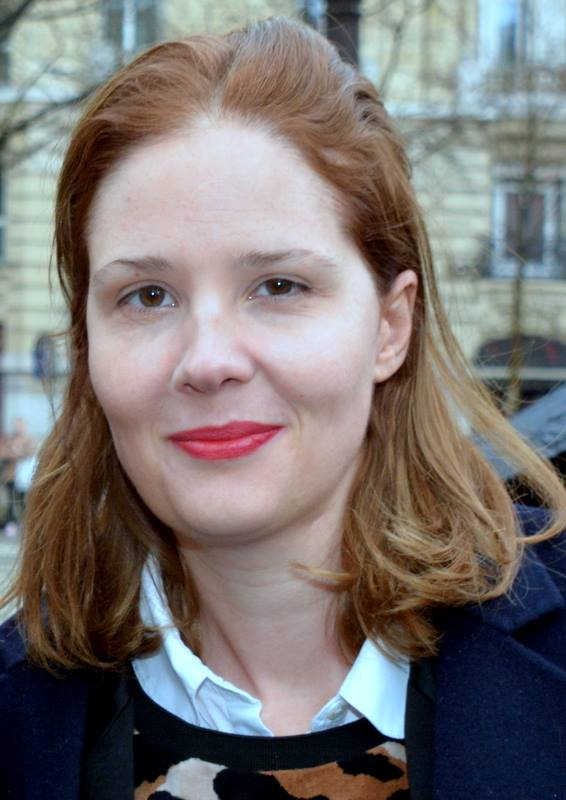
Justine Triet, laureatka w kategorii najlepszy scenariusz oryginalny

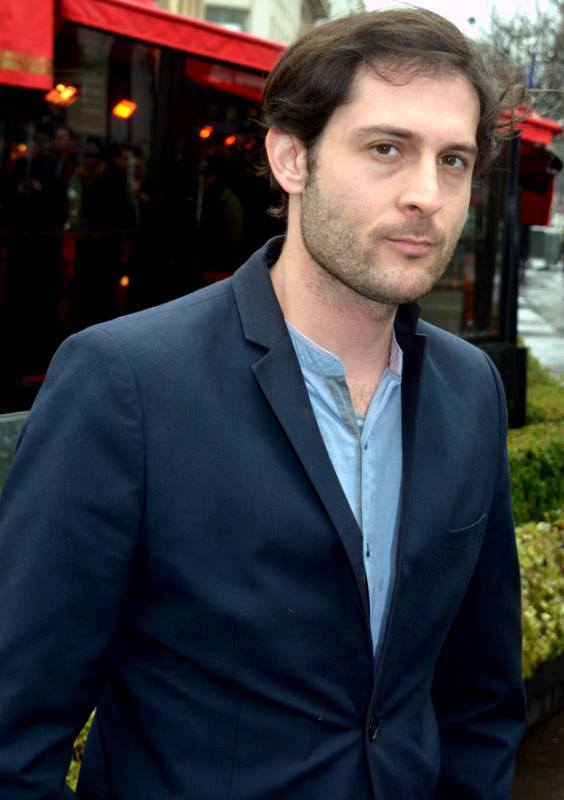
Arthur Harari, laureat w kategorii najlepszy scenariusz oryginalny

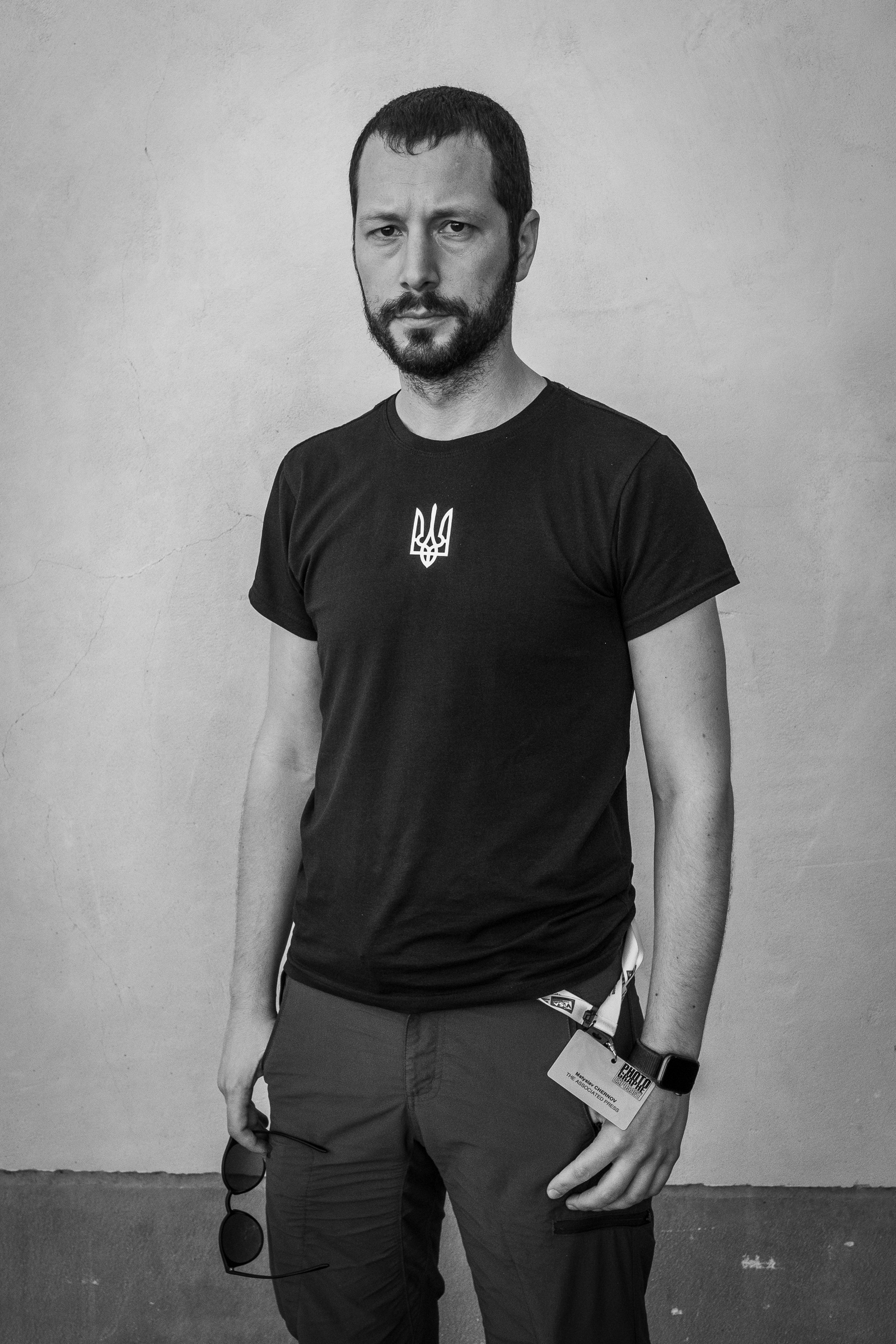
Mstyslav Chernov, laureat w kategorii najlepszy pełnometrażowy film dokumentalny

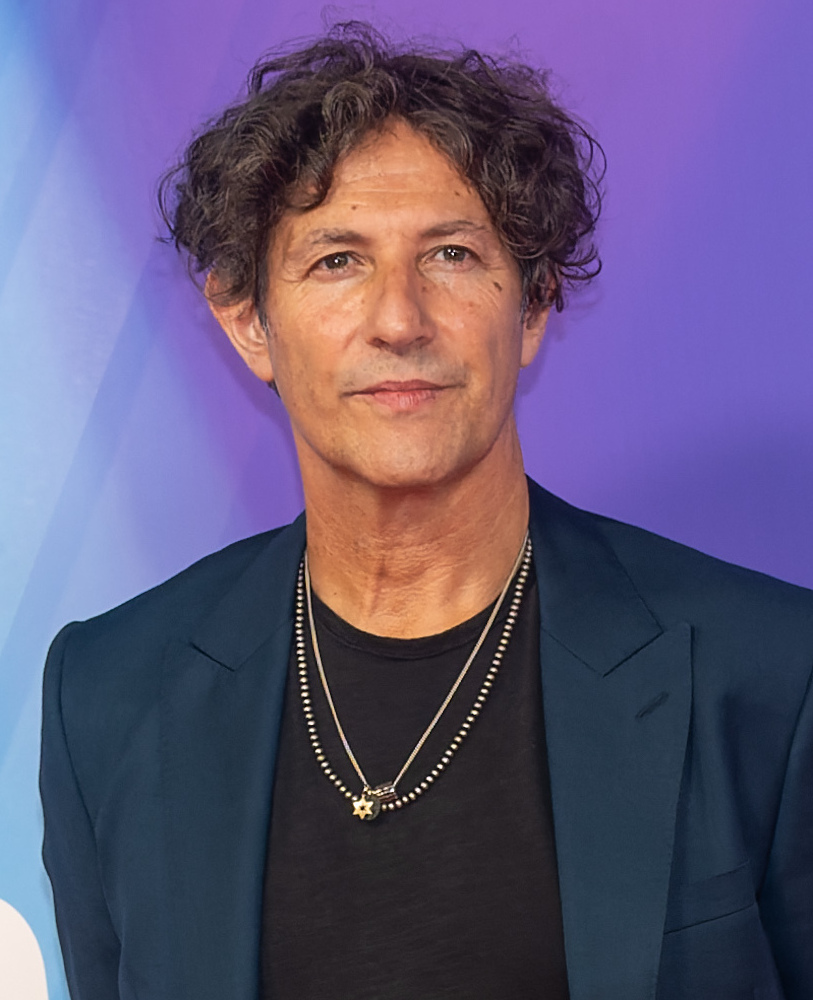
Jonathan Glazer, laureat w kategorii najlepszy film międzynarodowy

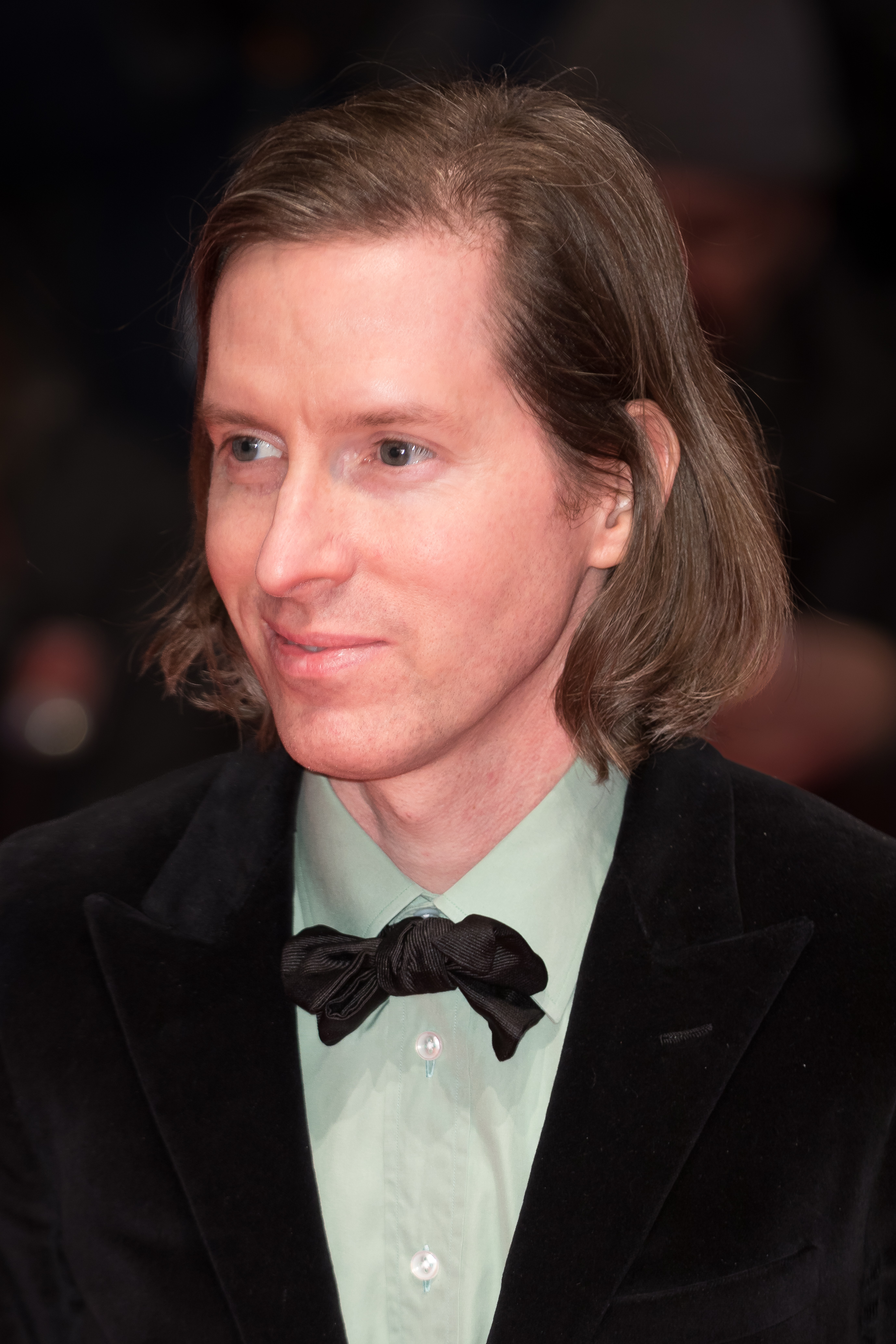
Wes Anderson, laureat w kategorii najlepszy krótkometrażowy film aktorski

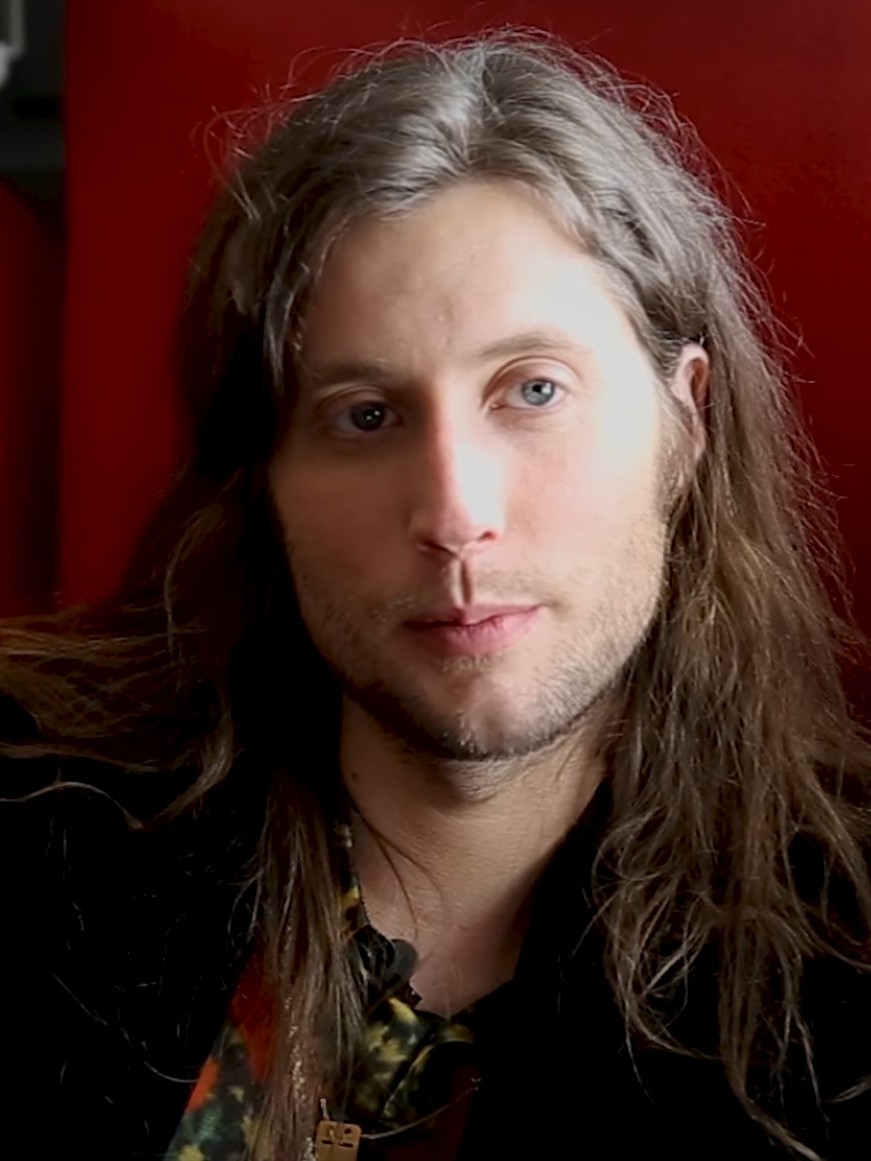
Ludwig Göransson, laureat w kategorii najlepsza muzyka

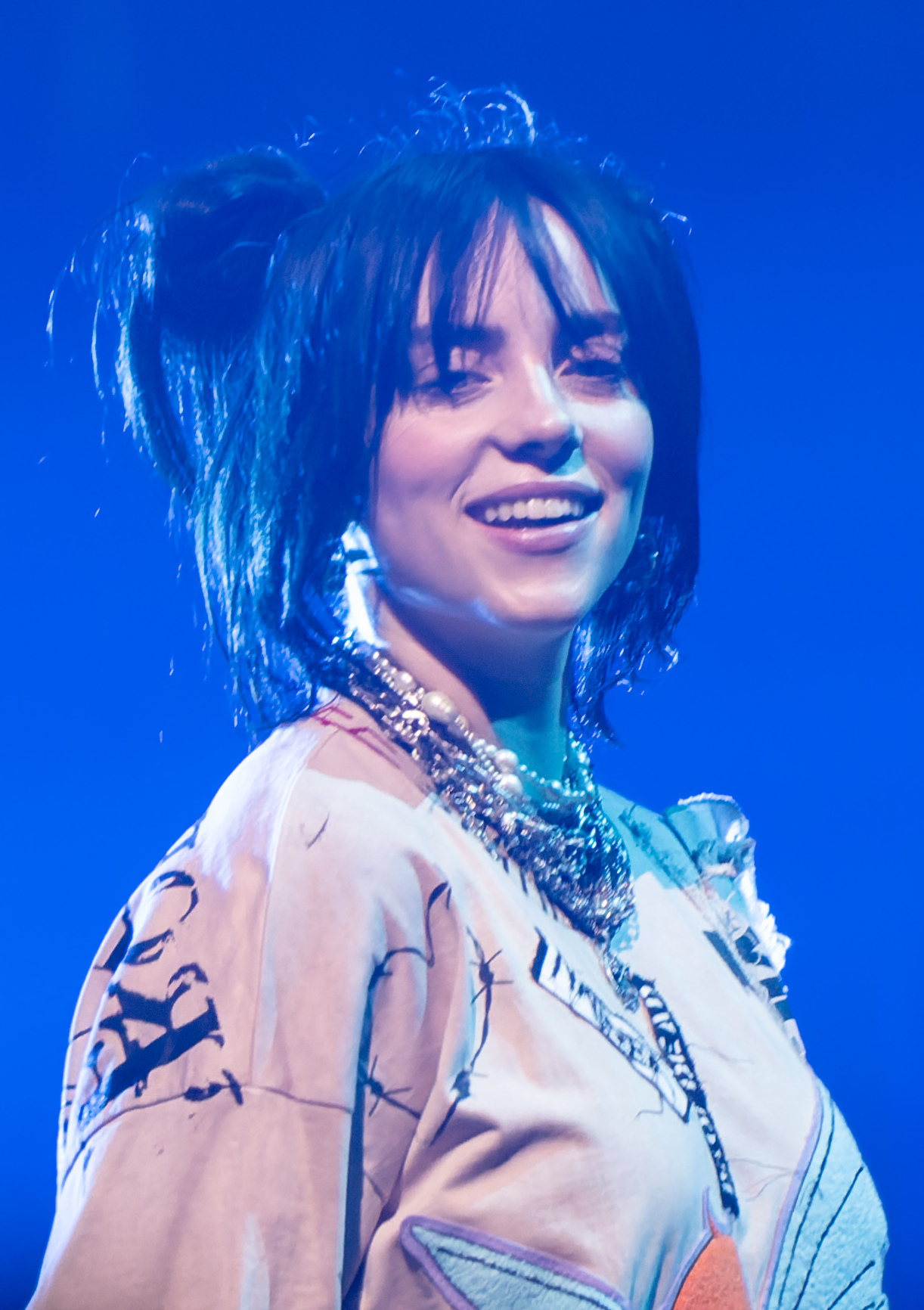
Billie Eilish, laureatka w kategorii najlepsza piosenka oryginalna

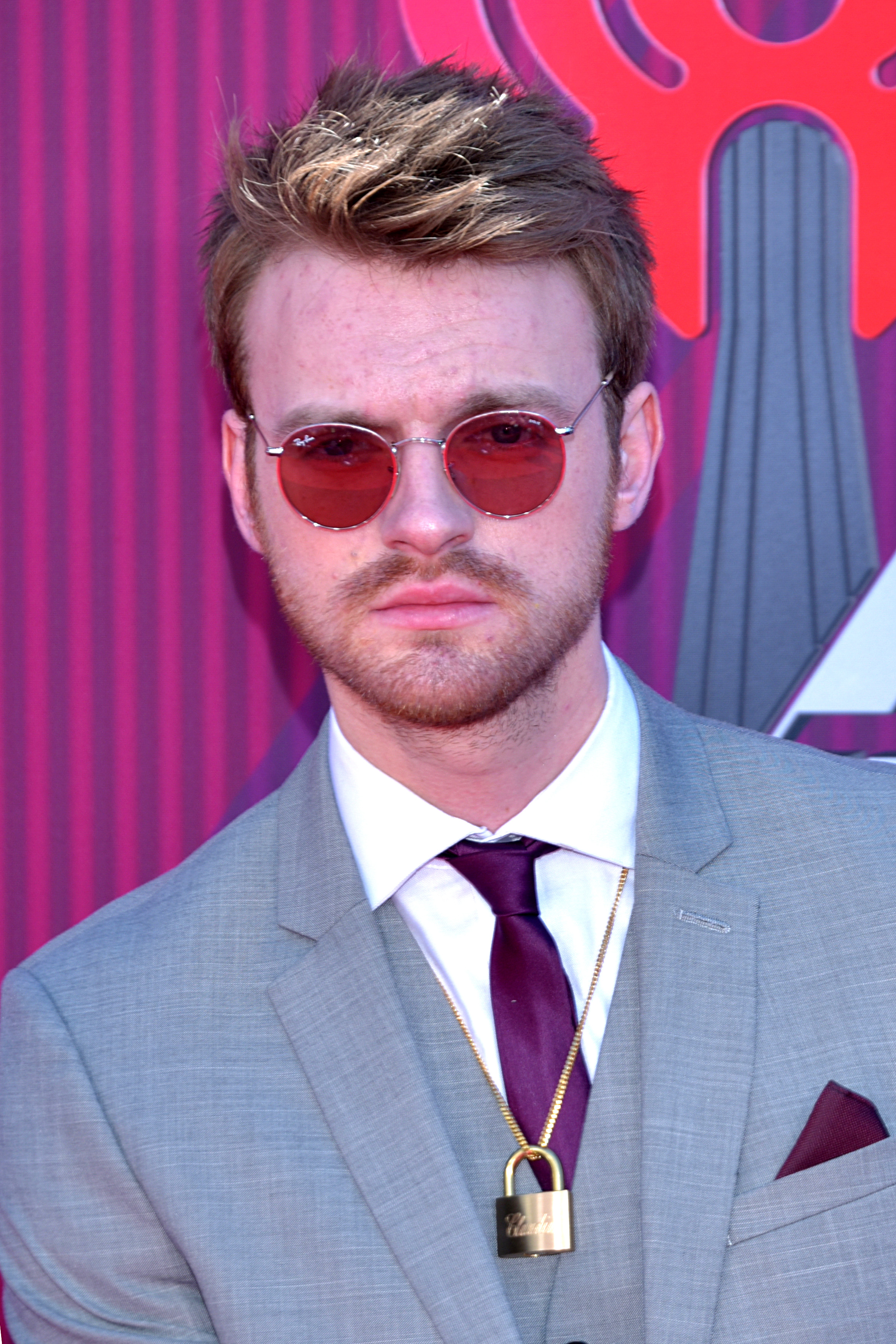
Finneas O’Connell, laureat w kategorii najlepsza piosenka oryginalna

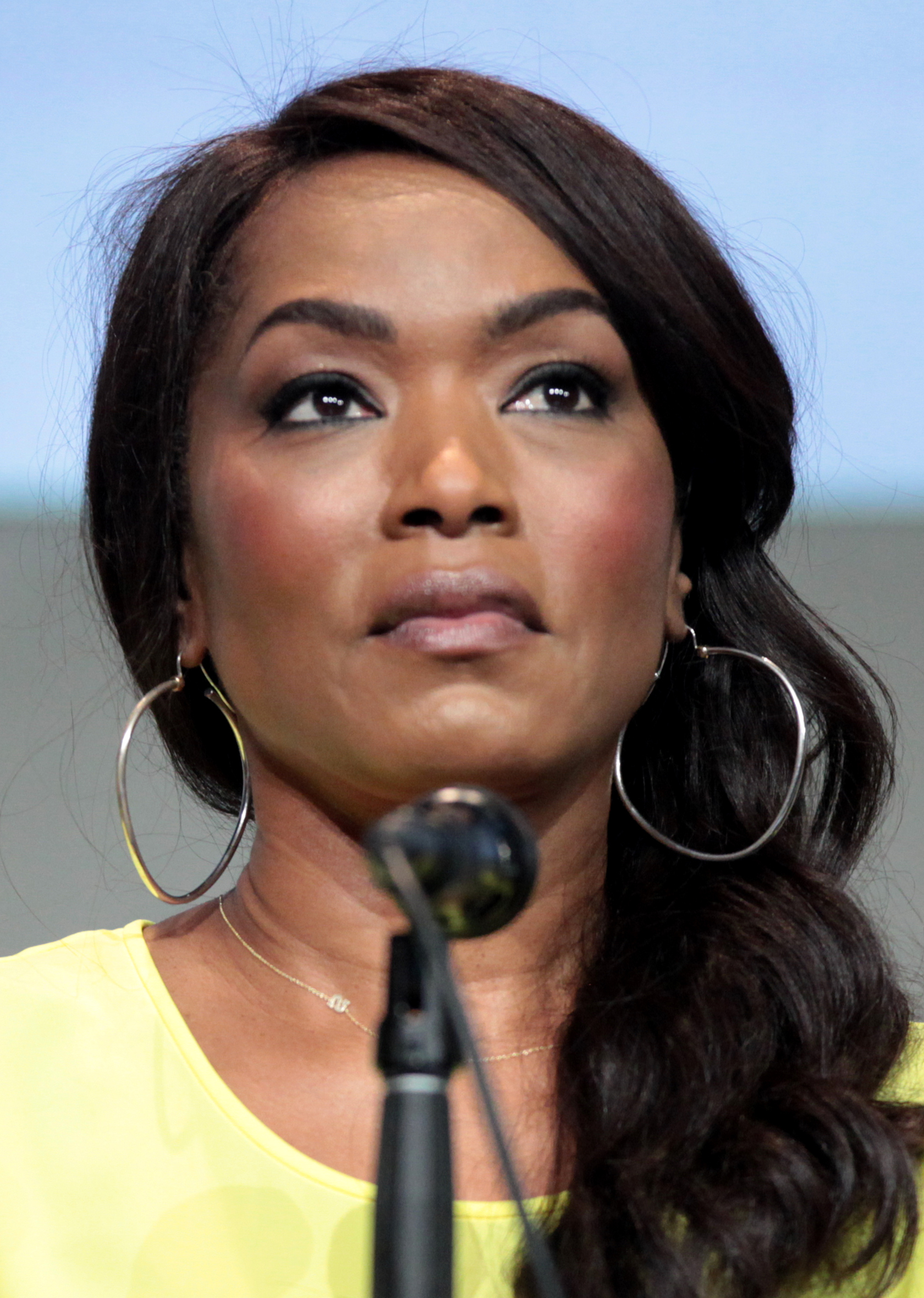
Angela Bassett, laureatka Oscara honorowego

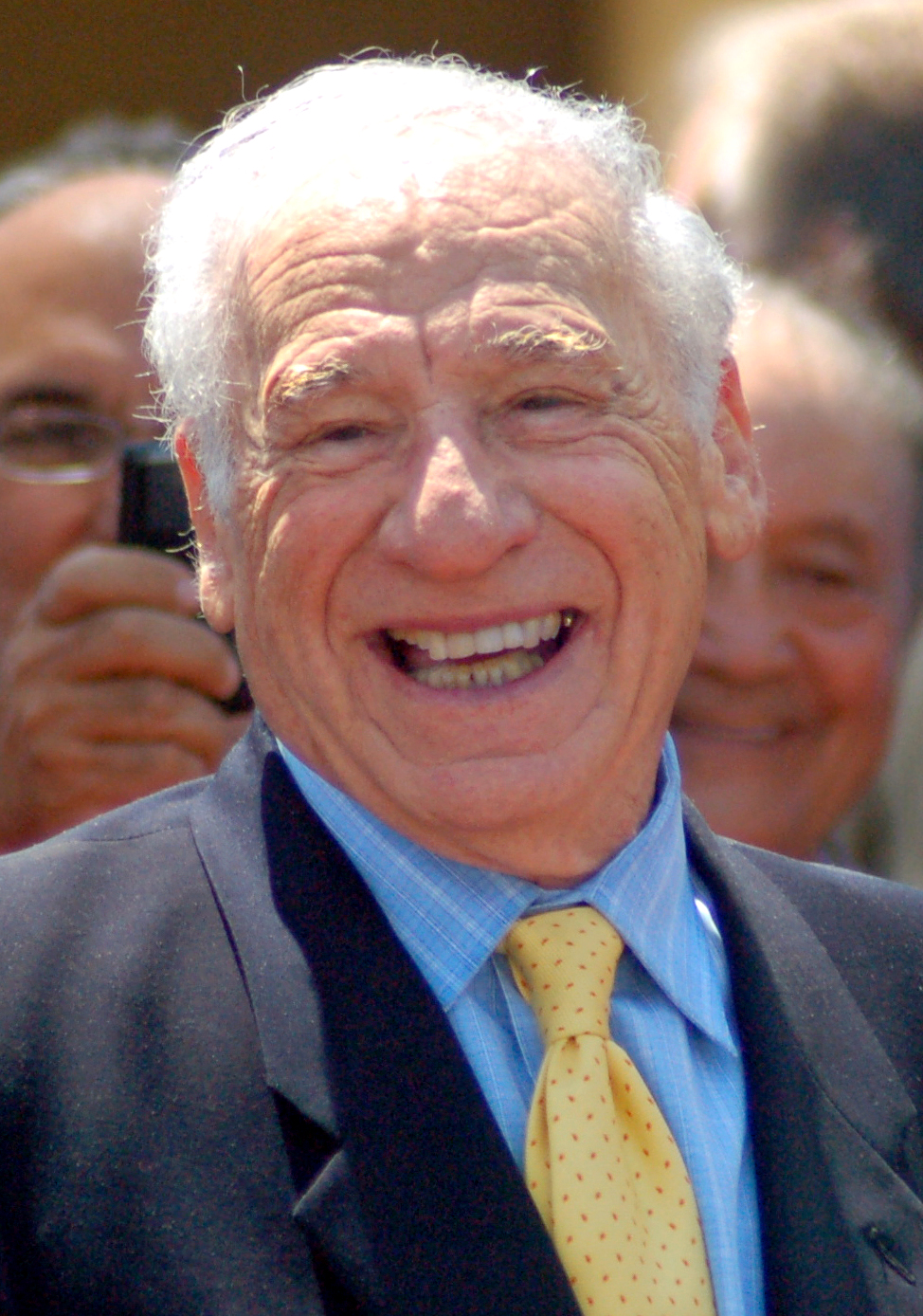
Mel Brooks, laureat Oscara honorowego

| - Oppenheimer – Emma Thomas, Charles Roven i Christopher Nolan - Amerykańska fikcja – Ben LeClair, Nikos Karamigios, Cord Jefferson i Jermaine Johnson - Anatomia upadku – Marie-Ange Luciani i David Thion - Barbie – David Heyman, Margot Robbie, Tom Ackerley i Robbie Brenner - Biedne istoty – Ed Guiney, Andrew Lowe, Yorgos Lanthimos i Emma Stone - Czas krwawego księżyca – Dan Friedkin, Bradley Thomas, Martin Scorsese i Daniel Lupi - Maestro – Bradley Cooper, Steven Spielberg, Fred Berner, Amy Durning i Kristie Macosko Krieger - Poprzednie życie – David Hinojosa, Christine Vachon i Pamela Koffler - Przesilenie zimowe – Mark Johnson - Strefa interesów – James Wilson | - Christopher Nolan – Oppenheimer - Jonathan Glazer – Strefa interesów - Jorgos Lantimos – Biedne istoty - Martin Scorsese – Czas krwawego księżyca - Justine Triet – Anatomia upadku |
| Najlepszy aktor pierwszoplanowy | Najlepsza aktorka pierwszoplanowa |
| - Cillian Murphy – Oppenheimer jako Robert Oppenheimer - Bradley Cooper – Maestro jako Leonard Bernstein - Colman Domingo – Rustin jako Bayard Rustin - Paul Giamatti – Przesilenie zimowe jako Paul Hunham - Jeffrey Wright – Amerykańska fikcja jako Thelonious „Monk” Ellison | - Emma Stone – Biedne istoty jako Bella Baxter - Annette Bening – Nyad jako Diana Nyad - Lily Gladstone – Czas krwawego księżyca jako Mollie Burkhart - Sandra Hüller – Anatomia upadku jako Sandra Voyter - Carey Mulligan – Maestro jako Felicia Montealegre |
| Najlepszy aktor drugoplanowy | Najlepsza aktorka drugoplanowa |
| - Robert Downey Jr. – Oppenheimer jako Lewis Strauss - Sterling K. Brown – Amerykańska fikcja jako Clifford „Cliff” Ellison - Robert De Niro – Czas krwawego księżyca jako William King Hale - Ryan Gosling – Barbie jako Ken - Mark Ruffalo – Biedne istoty jako Duncan Wedderburn | - Da’Vine Joy Randolph – Przesilenie zimowe jako Mary Lamb - Emily Blunt – Oppenheimer jako Kitty Oppenheimer - Danielle Brooks – Kolor purpury jako Sofia - America Ferrera – Barbie jako Gloria - Jodie Foster – Nyad jako Bonnie Stoll |
| Najlepszy scenariusz oryginalny | Najlepszy scenariusz adaptowany |
| - Anatomia upadku – Justine Triet i Arthur Harari - Maestro – Bradley Cooper i Josh Singer - Obsesja – scenariusz: Samy Burch; fabuła: Samy Burch i Alex Mechanik - Poprzednie życie – Celine Song - Przesilenie zimowe – David Hemingson | - Amerykańska fikcja – Cord Jefferson na podstawie powieści Erasure autorstwa Percivala Everetta - Barbie – Greta Gerwig i Noah Baumbach na podstawie postaci stworzonych przez Ruth Handler - Biedne istoty – Tony McNamara na podstawie powieści Alasdaira Graya pod tym samym tytułem - Oppenheimer – Christopher Nolan na podstawie biografii Oppenheimer. Triumf i tragedia ojca bomby atomowej - Strefa interesów – Jonathan Glazer na podstawie powieści Martina Amisa pod tym samym tytułem |
| Najlepszy pełnometrażowy film animowany | Najlepszy film międzynarodowy |
| - Chłopiec i czapla – Hayao Miyazaki i Toshio Suzuki - Między nami żywiołami – Peter Sohn i Denise Ream - Nimona – Julie Zackary, Troy Quane, Nick Bruno i Karen Ryan - Pies i Robot – Ibón Cormenzana, Ignasi Estapé, Pablo Berger i Sandra Tapia - Spider-Man: Poprzez multiwersum – Kemp Powers, Phil Lord, Christopher Miller, Amy Pascal i Justin Thompson | - Strefa interesów (Wielka Brytania) - Ja, kapitan (Włochy) - Perfect Days (Japonia) - Pokój nauczycielski (Niemcy) - Śnieżne bractwo (Hiszpania) |
| Najlepszy pełnometrażowy film dokumentalny | Najlepszy krótkometrażowy film dokumentalny |
| - 20 dni w Mariupolu – Raney Aronson, Mstysław Czernow i Michelle Mizner - Bobi Wine. Prezydent z getta – John Battsek, Christopher Sharpe i Moses Bwayo - Cztery córki – Nadim Cheikhrouha i Kaouther Ben Hania - Wieczna pamięć – Maite Alberdi, Juan de Dios Larraín, Pablo Larraín i Rocio Jadue - Zabić tygrysa – David Oppenheim, Cornelia Principe i Nisha Pahuja | - Ostatni warsztat – Ben Proudfoot i Kris Bowers - The ABCs of Book Banning – Trish Adlesic i Sheila Nevins - The Barber of Little Rock – Christine Turner i John Hoffman - Island In Between – Jean Tsien i S. Leo Chiang - Nai Nai & Wai Po – Sean Wang i Sam A. Davis |
| Najlepszy krótkometrażowy film aktorski | Najlepszy krótkometrażowy film animowany |
| - Zdumiewająca historia Henry’ego Sugara – Wes Anderson i Steven Rales - Invincible – Samuel Caron i Vincent René-Lortie - Knights of Fortune – Christian Norlyk i Lasse Lyskjær Noer - Później – Misan Harriman i Nicky Bentham - Red, White and Blue – Sara McFarlane i Nazrin Choudhur | - Koniec wojny! – Dave Mullins i Brad Booker - List do świni – Amit Gicelter i Tal Kantor - 95 zmysłów – Jerusha Hess i Jared Hess - Nasz mundurek – Yegane Moghaddam - Pachydermia – Marc Rius i Stephanie Clement |
| Najlepsza muzyka | Najlepsza piosenka oryginalna |
| - Oppenheimer – Ludwig Göransson - Amerykańska fikcja – Laura Karpman - Biedne istoty – Jerskin Fendrix - Czas krwawego księżyca – Robbie Robertson - Indiana Jones i artefakt przeznaczenia – John Williams | - „What Was I Made For?” z filmu Barbie – muzyka i tekst: Billie Eilish i Finneas O’Connell - „Fire Inside” z filmu Flamin’ Hot: Smak sukcesu – muzyka i tekst: Diane Warren - „I’m Just Ken” z filmu Barbie – muzyka i tekst: Mark Ronson i Andrew Wyatt - „It Never Went Away” z filmu Jon Batiste: Amerykańska symfonia – muzyka i tekst: Jon Batiste i Dan Wilson - „Wahzhazhe (A Song For My People)” z filmu Czas krwawego księżyca – muzyka i tekst: Scott George                            |
| Najlepszy dźwięk | Najlepsza scenografia |
| - Strefa interesów – Johnnie Burn i Tarn Willers - Maestro – Tom Ozanich, Jason Ruder, Dean A. Zupancic, Richard King i Steven Morrow - Mission: Impossible – Dead Reckoning – Mark Taylor, James Mather, Chris Burdon i Chris Munro - Oppenheimer – Kevin O’Connell, Willie D. Burton, Richard King i Gary A. Rizzo - Twórca – Tom Ozanich, Dean A. Zupancic, Ethan Van der Ryn, Erik Aadahl i Ian Voigt | - Biedne istoty – Shona Heath, Zsuzsa Mihalek i James Price - Barbie – Sarah Greenwood i Katie Spencer - Czas krwawego księżyca – Jack Fisk i Adam Willis - Napoleon – Elli Griff i Arthur Max - Oppenheimer – Ruth De Jong i Claire Kaufman |
| Najlepsze zdjęcia | Najlepsza charakteryzacja |
| - Oppenheimer – Hoyte van Hoytema - Biedne istoty – Robbie Ryan - Czas krwawego księżyca – Rodrigo Prieto - Hrabia – Edward Lachman - Maestro – Matthew Libatique | - Biedne istoty – Nadia Stacey, Mark Coulier i Josh Weston - Gold – Karen Hartley Thomas, Suzi Battersby i Ashra Kelly-Blue - Maestro – Kazu Hiro, Kay Georgiou i Lori McCoy-Bell - Oppenheimer – Luisa Abel - Śnieżne bractwo – Ana Lopez-Puigcerver, David Marti i Montse Ribé |
| Najlepsze kostiumy | Najlepszy montaż |
| - Biedne istoty – Holly Waddington - Barbie – Jacqueline Durran - Czas krwawego księżyca – Jacqueline West - Napoleon – Janty Yates i Dave Crossman - Oppenheimer – Ellen Mirojnick | - Oppenheimer – Jennifer Lame - Anatomia upadku – Laurent Sénéchal - Biedne istoty – Jorgos Mawropsaridis - Czas krwawego księżyca – Thelma Schoonmaker - Przesilenie zimowe – Kevin Tent |
| Najlepsze efekty specjalne | |
| - Godzilla Minus One – Takashi Yamazaki, Kiyoko Shibuya, Masaki Takahashi i Tatsuji Nojima - Mission: Impossible – Dead Reckoning – Alex Wuttke, Simone Coco, Jeff Sutherland i Neil Corbould - Napoleon – Charley Henley, Luc-Ewen Martin-Fenouillet, Simone Coco i Neil Corbould - Strażnicy Galaktyki vol. 3 – Stephane Ceretti, Alexis Wajsbrot, Guy Williams i Theodore Bialek - Twórca – Jay Cooper, Ian Comley, Andrew Roberts i Neil Corbould | |

### Nagrody specjalne
26 czerwca 2023 Amerykańska Akademia Sztuki i Wiedzy Filmowej podała nazwiska osób, które otrzymają nagrody specjalne w ramach 96. edycji Oscarów. Gala ich wręczenia została zaplanowana na 18 listopada 2023 w Fairmont Century Plaza w Los Angeles. W związku z trwającymi strajkami Gildii Aktorów Ekranowych i Amerykańskiej Gildii Scenarzystów została przeniesiona na 9 stycznia 2024, w to samo miejsce.
Oscary honorowe
- Angela Bassett
- Mel Brooks
- Carol Littleton(inne języki)

Nagroda za działalność humanitarną im. Jeana Hersholta
- Michelle Satter(inne języki)

## Statystyki
| Nominacje | Film                                 |
| --------- | ------------------------------------ |
| 13        | Oppenheimer                          |
| 11        | Biedne istoty                        |
| 10        | Czas krwawego księżyca               |
| 8         | Barbie                               |
| 7         | Maestro                              |
| 5         | Amerykańska fikcja                   |
| 5         | Anatomia upadku                      |
| 5         | Przesilenie zimowe                   |
| 5         | Strefa interesów                     |
| 3         | Napoleon                             |
| 2         | Twórca                               |
| 2         | Mission: Impossible – Dead Reckoning |
| 2         | Nyad                                 |
| 2         | Poprzednie życie                     |
| 2         | Śnieżne bractwo                      |

| Nominacje | Film             |
| --------- | ---------------- |
| 7         | Oppenheimer      |
| 4         | Biedne istoty    |
| 2         | Strefa interesów |

## Przebieg

### Występy
| Wykonawcy                                                                                            | Utwór                                                        |
| --- | ------------------------------------------------------------ |
| Billie Eilish Finneas O’Connell                                                                      | „What Was I Made For?” z Barbie                              |
| Scott George Muzycy z plemienia Osedżów                                                              | „Wahzhazhe (A Song For My People)” z Czasu krwawego księżyca |
| Jon Batiste                                                                                          | „It Never Went Away” z Jon Batiste: Amerykańska symfonia     |
| Becky G                                                                                              | „The Fire Inside” z Flamin’ Hot: Smak sukcesu                |
| Ryan Gosling Mark Ronson Simu Liu Scott Evans Ncuti Gatwa Kingsley Ben-Adir Slash Wolfgang Van Halen | „I’m Just Ken” z Barbie                                      |
| Andrea Bocelli Matteo Bocelli                                                                        | „Time to Say Goodbye” podczas segmentu In Memoriam           |

### Prezenterzy
| Prezenterzy                                                                  | Rola |
| ---------------------------------------------------------------------------- | --- |
| Jamie Lee Curtis Regina King Rita Moreno Lupita Nyong’o Mary Steenburgen     | Wręczenie nagrody w kategorii najlepsza aktorka drugoplanowa                                                            |
| Chris Hemsworth Anya Taylor-Joy                                              | Wręczenie nagród w kategoriach najlepszy krótkometrażowy film animowany i najlepszy pełnometrażowy film animowany       |
| Melissa McCarthy Octavia Spencer                                             | Wręczenie nagród w kategoriach najlepszy scenariusz oryginalny i najlepszy scenariusz adaptowany                        |
| Michael Keaton Catherine O’Hara                                              | Wręczenie nagród w kategoriach najlepsza charakteryzacja i najlepsza scenografia                                        |
| John Cena                                                                    | Wręczenie nagrody w kategorii najlepsze kostiumy                                                                        |
| Bad Bunny Dwayne Johnson                                                     | Wręczenie nagrody w kategorii najlepszy film międzynarodowy                                                             |
| Emily Blunt Ryan Gosling                                                     | Prezentacja hołdu dla kaskaderów w historii kina                                                                        |
| Mahershala Ali Ke Huy Quan Tim Robbins Sam Rockwell Christoph Waltz          | Wręczenie nagrody w kategorii najlepszy aktor drugoplanowy                                                              |
| Danny DeVito Arnold Schwarzenegger                                           | Wręczenie nagród w kategoriach najlepsze efekty specjalne i najlepszy montaż                                            |
| America Ferrera Kate McKinnon                                                | Wręczenie nagród w kategoriach najlepszy krótkometrażowy film dokumentalny i najlepszy pełnometrażowy film dokumentalny |
| Zendaya                                                                      | Wręczenie nagrody w kategorii najlepsze zdjęcia                                                                         |
| Issa Rae Ramy Youssef                                                        | Wręczenie nagrody w kategorii najlepszy krótkometrażowy film aktorski                                                   |
| John Mulaney                                                                 | Wręczenie nagrody w kategorii najlepszy dźwięk                                                                          |
| Cynthia Erivo Ariana Grande                                                  | Wręczenie nagród w kategoriach najlepsza muzyka i najlepsza piosenka oryginalna                                         |
| Nicolas Cage Brendan Fraser Ben Kingsley Matthew McConaughey Forest Whitaker | Wręczenie nagrody w kategorii najlepszy aktor pierwszoplanowy                                                           |
| Steven Spielberg                                                             | Wręczenie nagrody w kategorii najlepszy reżyser                                                                         |
| Sally Field Jessica Lange Jennifer Lawrence Charlize Theron Michelle Yeoh    | Wręczenie nagrody w kategorii najlepsza aktorka pierwszoplanowa                                                         |
| Al Pacino                                                                    | Wręczenie nagrody w kategorii najlepszy film                                                                            |

### In Memoriam
Podczas sekcji In Memoriam, honorującej zmarłych w minionym roku, zostały zaprezentowane następujące osoby (w porządku chronologicznym):

- Aleksiej Nawalny – aktywista
- Michael Gambon – aktor
- Norman Jewison – reżyser, producent
- Harry Belafonte – aktor, piosenkarz, producent, aktywista
- Diana Giorgiutti – producentka efektów specjalnych
- Alan Arkin – aktor, reżyser
- Nitin Chandrakant Desai(inne języki) – scenograf
- Bo Goldman –  scenarzysta
- Norman Reynolds – scenograf, dyrektor artystyczny
- Julian Sands – aktor
- Mark Gustafson(inne języki) – reżyser
- Andre Braugher – aktor
- Chita Rivera – aktorka, tancerka
- Tom Wilkinson – aktor
- Glynis Johns – aktorka
- Jane Birkin – aktorka, piosenkarka
- Paul Reubens – aktor, komik, scenarzysta
- Piper Laurie – aktorka
- Richard Roundtree – aktor
- Ryan O’Neal – aktor
- Cynthia Weil – autorka piosenek
- Bill Lee – kompozytor
- Ryūichi Sakamoto – kompozytor, muzyk, aktor
- Robbie Robertson – kompozytor, muzyk, autor piosenek, aktor
- Dewitt L. Sage(inne języki) – producent, reżyser, dokumentalista
- Margaret Riley(inne języki) – menedżerka, producentka
- Hengameh Panahi(inne języki) – przedstawicielka handlowa, producentka
- Michael Latt – marketingowiec, aktywista
- Nancy Buirski(inne języki) – reżyserka, scenarzystka, producentka
- Sue Marx(inne języki) – producentka
- Peter Berkos(inne języki) – montażysta dźwięku
- Osvaldo Desideri(inne języki) – dekorator planów filmowych
- Joanna Merlin(inne języki) – aktorka, reżyserka castingów
- Erik Lomis – dyrektor do spraw dystrybucji
- Glenn Farr(inne języki) – montażystka
- León Ichaso(inne języki) – reżyser, scenarzysta
- Robert M. Young – reżyser, producent
- Greg Morrison(inne języki) – marketingowiec
- Jake Bloom – prawnik w przemyśle rozrywkowym
- Matthew Perry – aktor
- John Bailey – operator, dawny prezes Akademii
- Richard Lewis – aktor, komik
- Edward Marks – nadzorca kostiumów
- John Refoua(inne języki) – montażysta
- Lawrence Turman(inne języki) – producent
- Lee Sun-kyun – aktor
- Arthur Schmidt – montażysta
- Bill Butler – scenograf
- Carl Weathers – aktor
- William Friedkin – reżyser, scenarzysta, producent
- Glenda Jackson – aktorka, polityczka
- Tina Turner – piosenkarka, aktorka

Po zakończeniu segmentu na planszy zostały wyświetlone dodatkowe nazwiska: Kenneth Anger, Norma Barzman, Léa Garcia, Jenne Casarotto, Jamie Christopher, Terence Davies, Carl Davis, Arlene Donovan, Peter Werner, Daniel Goldberg, Elisha Birnbaum, Ross McDonnell, Nancy Green-Keyes, Shecky Greene, Matthew A. Sweeney, Gary O. Martin, William F. Matthews, John Hamlin, Mo Henry, Barry Humphries, Ron Cephas Jones, Robert Klane, Daniel Langlois, Norman Lear, Michael Lerner, Lance Reddick, Jess Search, Tom Smothers, Suzanne Somers, David McCallum, Cormac McCarthy, Ernst F. Goldschmidt, Norman Steinberg, Frances Sternhagen, Ray Stevenson, Don Murray, Sinéad O’Connor, Conrad Palmisano, Cilia van Dijk, Steven Weisberg, Frederic Forrest, George Maharis, Paolo Taviani, Kevin Turen, Paxton Whitehead, Treat Williams, Ian Wingrove i Burt Young.

## Organizacja

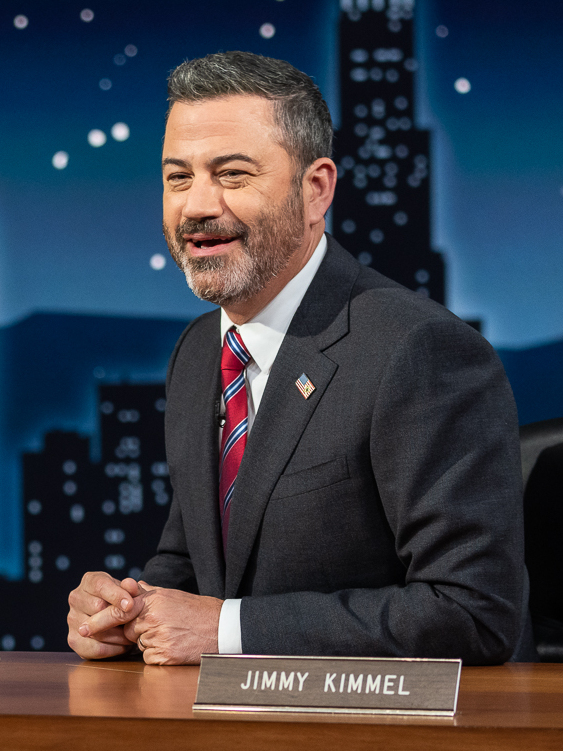
Jimmy Kimmel, prowadzący ceremonię

96. edycja wręczenia Oscarów była pierwszą, podczas której stosowane były zmiany w regulaminie, ogłoszone przez Amerykańską Akademię Sztuki i Wiedzy Filmowej (AMPAS) w czerwcu 2020. Stawiają one warunek konieczny, które musi spełnić produkcja, by otrzymać nominację w kategorii najlepszy film, związany z reprezentacją mniejszości rasowych i etnicznych oraz niedostatecznie reprezentowanych grup społecznych (kobiet, społeczności LGBTQ+, niepełnosprawnych fizycznie i intelektualnie oraz głuchych i niedosłyszących). Dotyczą one postaci przedstawionych w filmie i pracujących nad nim twórców. Zasady nie były wymagane podczas 94. i 95. edycji Oscarów, ale każde zgłoszenie w kategorii najlepszy film musiało zawierać raport o ich spełnieniu dla celów informacyjnych.
24 kwietnia 2023 AMPAS wyznaczyła daty związane z 96. rozdaniem Oscarów, w tym datę ceremonii ich wręczenia. 17 października 2023 AMPAS poinformowała, że Hamish Hamilton wyreżyseruje galę, a Raj Kapoor i Katy Mullan będą jej producentami wykonawczymi. 15 listopada 2023 Jimmy Kimmel został ogłoszony jej prowadzącym, a jego żona Molly McNearney producentką wykonawczą. Była to czwarta ceremonia wręczenia Oscarów, którą Kimmel poprowadził, w tym druga z rzędu.
30 listopada 2023 stacja telewizyjna emitująca Oscary, ABC, ogłosiła, że gala odbędzie się o godzinę wcześniej niż dotychczas (o 4 po południu czasu zachodniego i 7 czasu wschodniego). Poprzedzająca ją transmisja z czerwonego dywanu została skrócona z 90 do 30 minut. 29 stycznia 2024 komiczka Amelia Dimoldenberg została ogłoszona ambasadorką ceremonii w mediach społecznościowych i korespondentką z czerwonego dywanu.
26 lutego 2024 AMPAS zapowiedziała część prezenterów, którzy będą wręczali nagrody podczas gali. Tego samego dnia magazyn „Variety” doniósł, że Ryan Gosling wykona na niej piosenkę „I’m Just Ken”. 27 lutego 2024 „The Hollywood Reporter” poinformował, że każdy z czterech zwycięskich aktorów zostanie ogłoszony przez pięć osób nagrodzonych w tej samej kategorii we wcześniejszych latach. Uprzednio ta sama praktyka została zastosowana podczas 81. ceremonii wręczenia Oscarów w 2009. 28 lutego 2024 AMPAS ogłosiła, że wszystkie utwory nominowane w kategorii najlepsza piosenka oryginalna zostaną wykonane na żywo podczas gali. 29 lutego, a następnie 5 marca 2024 poinformowała o kolejnych prezenterach. 6 marca 2024 stacja ABC ogłosiła, że transmisję z czerwonego dywanu poprowadzą Vanessa Hudgens (trzeci rok z rzędu) i Julianne Hough.
Scenografki ceremonii, Alana Billingsley i Misty Buckley, pracowały dziewięć miesięcy nad projektem sceny w Dolby Theatre. W wywiadzie dla „Vanity Fair” Buckley zdradziła: „Tegoroczną koncepcją jest przestrzeń, w której ludzie mogą się spotykać, wymieniać pomysłami, tworzyć, jak na nowoczesnym placu. Użyliśmy miękkiego tynku, ciepłej bieli i odcieni, które spajają cały projekt”. Kapoor dodał: „Chcieliśmy stworzyć atmosferę pochłaniającą i innowacyjną, a zarazem czasami intymną”. Zapowiedział, że w trakcie gali scenografia będzie się zmieniać, w zależności od nagradzanej właśnie kategorii. Przykładowo, przy statuetkach za scenariusz zostaną wyświetlone maszyny do pisania, a przy kategorii najlepsze kostiumy zaprezentowane zostaną wybrane stroje z nominowanych filmów.
Ceremonia rozpoczęła się z sześciominutowym opóźnieniem, spowodowanym odbywającym się przy Dolby Theatre protestem przeciwko wojnie Izraela z Hamasem, który opóźniał przybycie gości do teatru. Lektorem gali był David Alan Grier.

## Odbiór

### Krytyczny
Ceremonia została w większości pozytywnie oceniona przez krytyków. W serwisie Rotten Tomatoes, agregującym profesjonalne recenzje, otrzymała wynik 83% na podstawie 23 zgromadzonych opinii. Portal podsumował: „96. ceremonia Oscarów, płynąca w zaskakująco szybkim tempie i usiana listą przewidywalnych, ale zasłużonych zwycięzców, jest jedną z najlepszych w ostatnim czasie”. Dominic Patten z „Variety” nazwał ją „nareszcie godną XXI wieku”. Szczególnie chwalonymi w recenzjach momentami gali były występy z piosenkami „I’m Just Ken” i „Wahzhazhe (A Song for My People)”, wręczenie nagrody za najlepsze kostiumy przez prawie nagiego Johna Cenę (co było nawiązaniem do incydentu z 46. ceremonii wręczenia Oscarów, gdy na scenę wbiegł nagi komik Robert Opel) oraz obecność pięciu dawnych laureatów na scenie podczas każdej kategorii aktorskiej. Dziennikarze krytykowali jednak sekcję In Memoriam za chaotyczność oraz zbyt małe zdjęcia i nazwiska osób, którym oddawano hołd.

### Kontrowersje
Decyzja, by bezpośrednio przed wręczeniem nagród za najlepszy film i najlepszą piosenkę oryginalną nie wyczytywać nominowanych, była szeroko komentowana i krytykowana w mediach. Wynikała ona z faktu, że wcześniej nominowane filmy były prezentowane w ramach zmontowanych segmentów wideo, a nominowane utwory były wykonywane na żywo. Producentka gali, Molly McNearney, wyjaśniła, że taka decyzja wynikała ona z obawy, że gala będzie za długa. Al Pacino, który wręczał nagrodę na najlepszy film, wydał oświadczenie, w którym wyraził wyrazy współczucia wobec pominiętych twórców, a brak ich uznania nazwał „obraźliwym i bolesnym”.
Podczas odbierania nagrody za najlepszy film międzynarodowy Jonathan Glazer, reżyser Strefy interesów, wezwał do zaprzestania bombardowania strefy Gazy przez Izrael. Powiedział, że wraz z producentem filmu, Jamesem Wilsonem, „stoją tutaj jako ludzie, którzy odmawiają wykorzystywania swojej żydowskości i Holokaustu do celów okupacji, która doprowadziła do konfliktu obejmującego tak wielu niewinnych ludzi”. Słowa te były interpretowane jako sugestia wypierania się żydowskiej tożsamości i krytykowane przez środowiska proizraelskie. Ponad 1000 żydowskich przedstawicieli przemysłu filmowego podpisało list otwarty potępiający słowa Glazera. W jego obronie stanęli między innymi żydowski dramatopisarz Tony Kushner i Piotr Cywiński, dyrektor Państwowego Muzeum Auschwitz-Birkenau w Oświęcimiu.

### Oglądalność
W amerykańskiej stacji telewizyjnej ABC ceremonia odnotowała średnią oglądalność na poziomie 19,49 miliona osób, co stanowiło wzrost o 4% w porównaniu z poprzednią galą (wówczas 18,76 miliona). Był to najwyższy wynik dla jakiejkolwiek transmisji wręczenia nagród od czasu 92. Oscarów w 2020 (wówczas 23,64 miliona). W szczytowym momencie (przez ostatnie pół godziny) oglądalność wyniosła 21,9 miliona widzów. W grupie wiekowej 18–49 ceremonia miała udział 3,81% spośród wszystkich emitowanych wówczas programów telewizyjnych, co stanowi spadek w porównaniu z poprzednim rokiem (wówczas 4,03%).